# لعزيز فايد
لعزيز فايد ، من مواليد 19 يناير 1961 بالجزائر العاصمة  ، سياسي جزائري . يشغل منصب وزير المالية منذ 16 3 2023 .

## سيرة ذاتية
كان لفترة مديراً عاماً للموازنة في وزارة المالية.
بعد تعديل وزاري، في 16 3 2023 ، تم تعيينه وزيرا للمالية خلفا لإبراهيم جمال كسلي.